# Sidemen (YouTube)
De Sidemen is een groep Britse youtubers. De groep bestaat uit JJ Olatunji, Simon Minter, Josh Bradley, Tobi Brown, Ethan Payne, Vik Barn en Harry Lewis. De groep maakt vlogs, reactie- en challengesvideo's op verschillende kanalen. Ze verkopen ook hun eigen producten, waaronder kleding onder de naam Sidemen Clothing.

## Geschiedenis
Ze begonnen samen video's te maken op 19 oktober 2013. Ze begonnen met het spelen van games. In 2018 begonnen ze een tweede YouTubekanaal, genaamd MoreSidemen. In augustus 2020 creëerde de groep het kanaal SidemenReacts.
Sommigen van de groep kenden elkaar al van vroeger. JJ Olatunji en Simon Minter gingen samen naar Berkhamsted School in Hertfordshire. Ook Josh Bradley en Tobi Brown kenden elkaar al, ze gingen beiden naar Bexley Grammer School in Londen.
De groep is ontstaan vanuit een Rockstar Games Social Club groep op 19 oktober 2013. Ze speelden de game Grand Theft Auto Online en noemden zichzelf “The Ultimate Sidemen”. Olatunji, Minter, Bradley, Brown, Payne en Barn begonnen de groep, Lewis ontbrak toen nog. Lewis kwam bij de groep in 2014, toen Bradley Lewis ontmoette op een FIFA gaming event in New York en hem vroeg of hij bij de Sidemen wilde komen. Minter heeft in een video uitgelegd waar de naam Sidemen vandaan kwam. “Een sideman is een bitch van iemand die hem of haar de hele tijd volgt”, zei Minter. “Ik was gewoon JJ’s bitch die hem de hele tijd volgde.”
In februari 2014 besloten Olatunji, Minter, Bradley en Barn samen te gaan wonen in een huis dichtbij Londen, dat ze “Sidemen House” noemde. Doordat de vier gingen samenwonen, werd het een stuk makkelijker om samen video’s op te nemen.
Op 1 december 2020 behaalde het YouTube-kanaal Sidemen de 10 miljoen abonnees. Alle leden van de groep kregen een eigen Diamond Play Button van YouTube om deze mijlpaal te vieren.

## YouTube-content
De groep heeft vier collectieve YouTube-kanalen: Sidemen, MoreSidemen, SidemenShorts en SidemenReacts. In juli 2023 heeft het Sidemen-kanaal meer dan 18 miljoen abonnees en 5 miljard views, MoreSidemen heeft meer dan 7.8 miljoen abonnees en 3.5 miljard views, SidemenShorts heeft meer dan 2 miljoen abonnees en meer dan 1,5 miljard views en SidemenReacts heeft meer dan 5.3 miljoen abonnees en 2.3 miljard views. Op de gecombineerde YouTube-kanalen produceert de groep een verscheidenheid aan video's die bestaan uit uitdagingen, vlogs, game-showformaten en videogame-commentaren. Sinds 2018 brengt de groep een wekelijkse videoserie uit met de naam Sidemen Sundays op hun Sidemen-kanaal.
Op 18 juni 2018 bracht de groep een webtelevisieserie uit met de titel The Sidemen Show, alleen beschikbaar via YouTube Premium. De serie bevat zeven uitdagende afleveringen van 30 minuten die over de hele wereld zijn gefilmd, samen met een aantal beroemde mensen.

## Andere projecten
Sinds 2014 verkoopt en distribueert de groep exclusieve Sidemen-kleding via het bedrijf Sidemen Clothing Limited. Op 18 oktober 2016 bracht de groep een boek uit met de titel Sidemen: The Book, uitgegeven door Coronet Books, en begonnen ze aan een promotietour in het Verenigd Koninkrijk. Het boek was een bestseller in het Verenigd Koninkrijk; 26.436 exemplaren werden binnen de eerste drie dagen verkocht.
De groep heeft drie voetbalevenementen georganiseerd om geld in te zamelen voor verschillende goede doelen. De eerste wedstrijd, in 2016, werd gehouden in St Mary's Stadium, Southampton, en bracht meer dan £ 110.000 op voor de Saints Foundation. De tweede wedstrijd werd gehouden in The Valley Stadium, Londen, en bracht £ 210.000 op voor de NSPCC en de Charlton Athletic Community Trust. De derde wedstrijd, opnieuw gehouden in The Valley Stadium, bracht £ 65.747 op voor de Young Minds Trust en de Charlton Athletic Community Trust. Op 5 augustus 2022 maakten zij bekend dat er een vierde evenement komt. Deze zal plaatsvinden op 24 september 2022 en zal wederom plaats vinden in The Valley Stadium. Deze vierde editie bracht iets meer dan £ 1.000.000 op. verdeeld over de vier gekozen doelen.
In 2018 hielp de groep bij de lancering van het mobiele sportspel BoxTuber, geproduceerd door Viker Limited.
In maart 2020 brachten de Sidemen een twintig minuten durende YouTubevideo uit met de titel "#StayHome". In de video waren de Sidemen en meer dan honderd andere YouTube-videomakers en andere beroemdheden te zien die de bekendheid van de Britse "blijf thuis" campagne wilden vergroten, die erop gericht was de uitbraak van COVID-19 in het Verenigd Koninkrijk te verminderen. Alle advertentie inkomsten die uit de video werden gegenereerd, werden gedoneerd aan de NHS.

## Leden
- Olajide "JJ" Olatunji – online bekend als KSI (2013–heden)
- Simon Minter – online bekend als Miniminter (2013–heden)
- Joshua Bradley – online bekend als Zerkaa (2013–heden)
- Tobit "Tobi" Brown – online bekend als TBJZL (2013–heden)
- Ethan Payne – online bekend als Behzinga (2013–heden)
- Vikram "Vik" Barn – online bekend als Vikkstar123 (2013–heden)
- Harry Lewis – online bekend als W2S (2014–heden)